# 高見まこ
高見 まこ（たかみ まこ、女性、12月6日生）は、日本の漫画家。長岡造形大学非常勤講師。
本名は渡部宣子。夫は漫画家のわたべ淳で、堀田あきお、石坂啓らとともに手塚治虫のアシスタントの同期の仲間であった。

## 来歴
東京都生まれ、千葉県育ち。血液型A型。千葉県立佐倉高等学校、武蔵野美術大学卒業。
手塚治虫に憧れ漫画家を志し、手塚プロダクションに就職した。なお、当該項目に「高見の同期に寺沢武一、三浦みつるなどがいた」との記述がかつてあったが、堀田あきお『手塚治虫アシスタントの食卓』（ぶんか社）の内容によると、寺沢・三浦は同期ではない（堀田、石坂らは1978年入社、寺沢は1976年入社）。
1980年に『みどりのラブ・ステップ』（「LaLa増刊号」）でデビュー、同時に手塚プロダクションを退職した。1984年には初の連載『いとしのエリー』（「週刊ヤングジャンプ」）がヒットした。
「年下男性と年上女性の恋愛」の描写は絶妙で、代表作の『いとしのエリー』や『ふたりの気持ち』、『愛 虹の始まる谷から』などでも同様の描写がある。

## 作品リスト
- みどりのラブ・ステップ　-　デビュー作　LaLa大増刊号 読み切り（1980年9月）
- いとしのエリー　-　女教師と生徒の恋愛を描いた作品。YJコミックス全20巻。連載：「週刊ヤングジャンプ」（集英社）1983年 - 1987年。1987年、国生さゆりの主演で映画化された。
- BABY BEAT　-　全1巻　連載：「週刊ヤングジャンプ」（集英社）
- ふたりの気持ち　-　別れた夫の弟との恋愛を描いた作品　全8巻　連載：「週刊ヤングジャンプ」（集英社）
- ボクの彼女　-　短編集 全2巻（集英社）
- 愛の風景　-　短編集 全2巻（双葉社）
- 愛 虹の始まる谷から
- 幻の愛夢の恋　-　短編集（集英社）
- ロマンス - 大正の歌麿こと詩画人竹久夢二（明治17年 - 昭和9年）の生涯がモデル。全9巻（1997年7月 - 2000年3月）。
- 美弥の恋
- 学習コミックアトムポケット人物館『やなせたかし』（講談社 / 作：圷紀子 / 監修：やなせスタジオ）
- 夏の夜の夢
- 不如帰 - 原作：徳冨蘆花
- 一十郎とお蘭さま　-　全3巻　連載：「コミック乱」（リイド社） / 原作：南條範夫
- 仲蔵狂乱 - 連載：「コミック乱」 / 原作：松井今朝子
- 週刊マンガ日本史第8号『紫式部』（朝日新聞出版 / 監修：河合敦、山口正、川村裕子）

## 関連作品
- ブラック・ジャック創作秘話〜手塚治虫の仕事場から〜（2009年、秋田書店） - アシスタント時代の高見が登場。
- ブラック・ジャックREAL～感動の医療体験談～（2013年、秋田書店） - 実話を元にしたストーリーに、手塚治虫のアシスタント経験者らが絵を描いた作品集。高見も1編を担当。